# Friedrich Nath

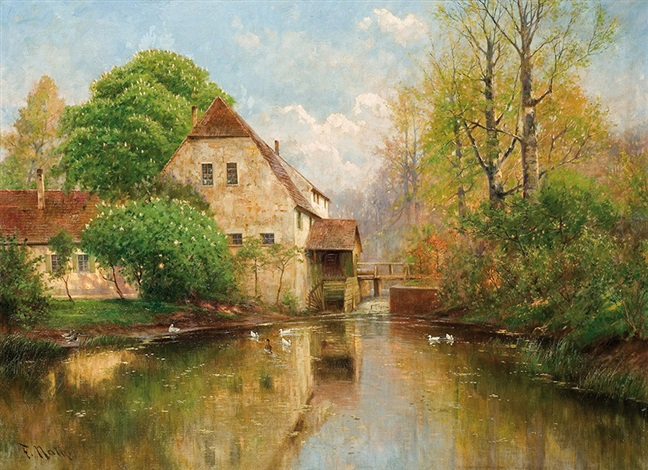
Alte Mühle

Friedrich Nath (* 24. Januar 1859 in Stallupönen; † 16. Juni 1929 in Berlin) war ein deutscher Landschaftsmaler und Kunstgewerbler.

## Leben
Nath studierte an der Danziger Kunst- und Handwerkschule bei Wilhelm August Stryowski und danach an der Berliner Kunstgewerbeschule und privat bei Hermann Eschke. Nach dem Studium blieb er in Berlin als freischaffender Landschaftsmaler tätig. Er unternahm Studienreisen u. a. nach Dänemark und Italien. Um 1888 besuchte er die Vereinigten Staaten. Ab 1887 nahm er an den Großen Berliner Kunstausstellungen teil. Er wurde Mitglied der Allgemeinen Deutschen Kunstgenossenschaft.
Werke in Ausstellungen (Auswahl)
- 1891: Der Hochwald im Winter [Schlesien] (Internationale Kunstausstellung, Verein Berliner Künstler)
- 1892: Winterabend [Motiv aus dem Forst Eberswalde] (Akademie der Künste zu Berlin)
- 1898: Schneelandschaft (Großen Berliner Kunstausstellung)
- 1900: Abendstimmung im Park zu Döbblin, Altmark (Großen Berliner Kunstausstellung)